# Юльппё, Арво
Арво Юльппё (фин. Arvo Ylppö; 27 октября 1887, Акаа, Тавастгусская губерния — 28 января 1992, Хельсинки) — финляндский педиатр, который значительно снизил младенческую смертность в Финляндии в XX веке. Считается создателем системы государственных детских клиник Финляндии, около 40 лет занимал должность архиятра.

## Биография
Родился 27 октября 1887 года в Акаа в семье фермеров. Вероятнее всего, он родился недоношенным и был невысоким человеком. В 1906 году поступил в Императорский Александровский университет на педиатрический факультет. В 1908 г. он изучал анатомию в Гёттингене, много путешествовал по России, Прибалтике и Центральной Европе. В 1912 году он переехал в Германскую империю, где поступил на работу в Императорскую детскую больницу в Берлине, а в 1913 году написал диссертацию о метаболизме билирубина у детей. Находясь в Германcкой империи, Арво Юльппё сконцентрировался на исследованиях детской патологической анатомии и получил международное признание. Благодаря его деятельности в медицине произошёл прогресс, связанный со снижением смертности недоношенных детей.
В годы войны в Берлине ему также удавалось заниматься исследованиями; Юльппё завершил несколько исследовательских проектов, за которые в 1919 г. получил премию Хойбнера. Эта награда присуждалась каждые четыре года за лучшую медицинскую научную публикацию на немецком языке. Юльппё работал почти круглосуточно, поскольку хотел получить профессуру после Фредерика Пипинга.
В 1920 году вернулся в Финляндию и стал преподавателем в Хельсинкской университетской центральной больнице. В 1925 году стал профессором педиатрии и продолжил свои исследования, публиковался в медицинских журналах об уходе за детьми. Поддерживал программу по усилению подготовки финляндских медсестер, развитию фармацевтической промышленности и повышения уровня знания населения о медицине. С 1920 по 1963 год был главным врачом больницы Детский замок (Lastenlinna), а также занимался частной врачебной практикой в Хельсинки. В 1957 году вышел на пенсию, но продолжил спонсировать медицинские инициативы по уходу за детьми. Скончался в январе 1992 года в возрасте 104 лет, похоронен на кладбище Хиетаниеми в Хельсинки.
В 2004 году педиатр Арво Юльппё занял шестое место в конкурсной программе, организованной национальной финской телерадиовещательной компанией Yle. Целью программы было определить с помощью всеобщего голосования наиболее великих людей в истории Финляндии.